# Luigi Galimberti
Luigi Galimberti  (né le  26 avril 1836 à  Rome et mort le 7 mai 1896 à Rome) est un cardinal italien de la fin du XIXe siècle.

## Biographie
Les études ecclésiastiques qu'il suit à Rome le mènent au titre de docteur en philosophie et en théologie. Il enseigne alors l'histoire ecclésiastique au Collège de la Propagande puis la théologie à l'Université de la Sapience de Rome.
Quand Léon XIII est élu pape en 1878, il dirige la publication du Journal de Rome puis du Moniteur de Rome, rédigés en français et qui passaient pour recevoir les communications officieuses du Vatican.
Luigi Galimberti exerce ensuite diverses fonctions au sein de la Curie romaine, notamment auprès de la "Congrégation extraordinaire pour les affaires ecclésiastiques" et participe aux négociations destinées au rétablissement des bonnes relations entre le Saint-Siège et l'Allemagne qui cultive son Kulturkampf .
En 1887, il est élu  archevêque titulaire de Nicée et nommé nonce apostolique en Autriche (en). Le pape Léon XIII  le nomme cardinal lors du consistoire du 16 janvier 1893 et devientarchiviste du Saint-Siège à partir de 1894.

## Succession apostolique
Luigi Galimberti a ordonné les évêques suivants :
- Cardinal Kolos Ferenc Vaszary, O.S.B. (1892)

## Source
- Fiche du cardinal Luigi Galimberti sur le site fiu.edu

1. ↑  Ch. Dezobry & Th. Bachelet, Supplément au dictionnaire général de biographie et d'histoire, Paris, Librairie Ch. Delagrave, 1902, p. 80
2. ↑  (en) David M. Cheney, « Luigi Cardinal Galimberti † », sur catholic-hierarchy.org